# Соціальний рух (організація)
«Соціа́льний ру́х» (Соцру́х, СР) — українська громадська організація лівого спрямування, започаткована у 2015 році, що стоїть на принципах демократичного соціалізму, боротьби проти капіталізму та ксенофобії. Діє в найбільших містах України (Київ, Кривий Ріг, Львів, Одеса, Дніпро, Харків).

## Історія
«Соціальний рух» постав на базі ініціативи «Асамблея соціальної революції», створеної на хвилі протестів Євромайдану 2013—2014 років активістами та активістками соціальних, профспілкових і лівих рухів, зокрема антисталіністської марксистської організації «Ліва опозиція» (не плутати з однойменною партією). 
Під час протестів на Майдані 2013—2014 років представники «Лівої опозиції» розповсюджували «Десять пунктів» соціальних вимог, що проголошували причиною невирішених проблем країни систему олігархічного капіталізму, та дійшли висновку про потребу в політичній силі ліводемократичного штибу, яка б просувала соціально орієнтований порядок денний в інтересах робітничого класу. Індивідуальні кандидати «Асамблеї соціальної революції» балотувалися до Київради на місцевих виборах 2014 року, але основна діяльність лежала в площині вуличної політики та протестних виступів. 
З'їзд 1 травня 2015 року заклав основу оргкомітету майбутньої партії під назвою «Соціальний рух» та однойменної громадської організації, яка була зареєстрована 8 червня 2016 року. «Соціальний рух» задумувався як широке об'єднання, відкрите для різних українських «нових лівих» — від соціал-демократів до анархістів. Серед інших, у ньому також беруть участь деякі з членів редакцій видань «Спільне» і «Політична критика».

## Діяльність
Активісти «Соціального руху» ведуть роботу у профспілкових організаціях Конфедерації вільних профспілок України (Незалежна профспілка гірників України, Вільна профспілка залізничників України) та Федерації профспілок України (Професійна спілка працівників будівництва і промисловості будівельних матеріалів України, Профспілка кранівників). Організація проводить просвітницькі заходи, надає юридичну підтримку з питань трудових прав, схвалює феміністичні, екологічні, «піратські» ініціативи, а також сприяє таким соціальним рухам, як низовий рух медсестер і працівниць медичної галузі «Будь як Ніна».
Організація веде боротьбу проти тих урядових заходів, які розглядає як неоліберальні та антисоціальні, влаштовує мітинги з протидії таким явищам, як здорожчання проїзду в громадському транспорті та ультраправе насильство, регулярно підтримує загальнопрофспілкові та правозахисні акції, марші за права жінок 8 березня та демонстрації щодо проблем зміни клімату, привносячи в ці теми антикапіталістичну критику. Виступаючи проти політики жорсткої економії та закриття бюджетних установ, активісти організації брали участь у виступах за збереження робочих місць на ракетно-космічному заводі «Південмаш» у Дніпрі (2015—2016), у 350-кілометровому марші протесту лікарів з м. Ромни, які протестували проти закриття місцевої поліклініки (2016), у захисті прав членів незалежної профспілки на Куренівському тролейбусному депо в Києві (з 2016).
«Соціальний Рух» надає підтримку робітникам металургійного комбінату «АрселорМіттал Кривий Ріг», гірничозбагачувальних комбінатів і інших підприємств Кривого Рогу, які з 2017 року ведуть кампанії за підвищення заробітної плати до рівня 1000 євро та покращення умов праці на робочих місцях. Виявляючи солідарність із криворізьким робітництвом, організація обирала це місто для проведення низки своїх першотравневих акцій (зокрема, 2018 та 2019 років), а також долучилась до дослідження обсягів виведення в офшорні зони прибутків при експорті залізної руди з України. Представник СР Віталій Дудін був кандидатом-самовисуванцем на парламентських виборах 2019 року по 31 виборчому округу у Кривому Розі.

## Міжнародна співпраця
Напередодні російського вторгнення до України 2022 року «Соціальний рух» закликав лівих зарубіжних країн до антивоєнної солідарності проти загрози російського імперіалізму, який також засудив у зверненні з опозиційним Російським соціалістичним рухом.
Розголосу набув «Лист до західних лівих з Києва», написаний одним із активістів «Соціального руху», які долучилися до загонів Тероборони. З початком повномасштабної російсько-української війни «Соцрух» зайнявся організацією в колах закордонної демократичної та революційної лівиці кампаній міжнародної підтримки України, що включають профспілкові каравани гуманітарної допомоги та просування таких політичних вимог, як списання українського зовнішнього боргу.
Зокрема в цьому «Соціальний рух» тісно співпрацює з польською партією «Разем»; кампанію за скасування боргу підтримує й низка інших лівих сил Європи (головно Центральної та Північної), у тому числі Червоно-зелений альянс (Данія), Лівий союз (Фінляндія), Лівий блок (Португалія). У складі делегації солідарності, яка відвідала конференцію СР у Львові, присвячену розбудові європейської мережі солідарності з Україною, були депутати з Франції, Швейцарії, Польщі, Фінляндії, Данії, Аргентини. На ґрунті засудження вторгнення до України контакти з СР встановили партії, ініціативи й активісти з різних країн світу — від Бразилії до Гонконгу.
Ще раніше «Соціальний рух» налагодив активну співпрацю з британською Кампанією солідарності з Україною (Ukraine Solidarity Campaign), завдяки якій проблеми українського робітничого руху озвучувалися в британському парламенті депутатами від Лейбористської партії, Зеленої партії Англії та Уельсу, Шотландської національної партії та валлійської Плайд Кемри. СР приймав делегацію британських лівих і профспілкових діячів, до якої увійшли Мік Антонів і Пол Мейсон, за кілька днів до російської інтервенції.
Організація також підтримує контакти з низкою міжнародних об'єднань, наприклад, троцькістським Возз'єднаним Четвертим Інтернаціоналом, а також із закордонними профспілковими організаціями, наприклад, анархо-синдикалістською Загальнопольською профспілкою «Робітнича ініціатива». Зі свого боку, СР організовував і брав участь у вуличних акціях солідарності з соціальними та демократичними виступами за кордоном, протестами в Білорусі та Казахстані, курдським визвольним рухом тощо.